# Drama rural
Subgénero teatral, cinematográfico o novelístico cuya acción se desarrolla lejos de la ciudad y que utiliza el campo, el pueblo o la casa solariega como contrapunto al progreso urbano, mostrando comportamientos irracionales y permitiendo evidenciar valores o prejuicios presentes en el conjunto de la sociedad.

## Aparición

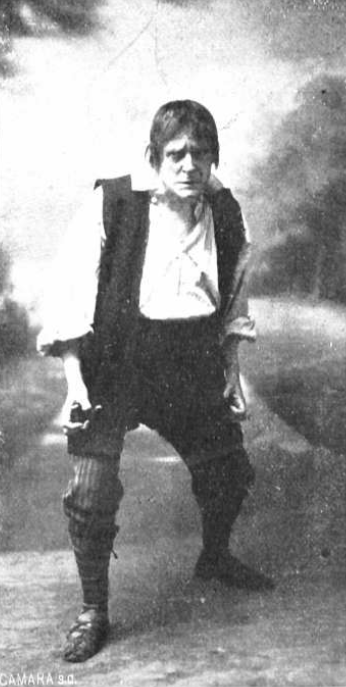
Fotografía de Enrique Borrás caracterizado como Manelic, el personaje principal de la obra Tierra baja.

Una de las razones para su aparición fue el proceso de industrialización que hizo alterar considerablemente la proporción entre el campo y la ciudad, haciendo que se concentraran en las capitales y áreas metropolitanas los principales servicios, mejoras y comodidades, vías de comunicación y medios de transporte, lo que hizo separar aún más las diferencias que hasta entonces no habían sido tantas entre ambos mundos. En el caso de España, el drama rural fue un género muy en boga en el teatro español desde finales del siglo XIX y en el primer tercio de siglo. Entre las obras iniciales del mismo se encuentra el inmenso éxito de La Dolores (1892), de José Feliú y Codina (1847-1897), muy difundida luego como libreto de la ópera del mismo título original del maestro Tomás Bretón, Terra baixa (Tierra baja), 1897, de Ángel Guimerá, La ermita, la fuente y el río de Eduardo Marquina  y Dramas Rurales (1902) de Víctor Català. Las obras de mayor trascendencia del género se deben a Jacinto Benavente, el autor de Señora ama (1908) y La Malquerida (1913), inspirada esta última en Misteri de dolor (1904) de su amigo Adrià Gual; pero no hay que olvidar  La moza del llano (1915) de José Andrés de Prada ni La Seca (1922), el gran éxito de José María Álvarez de Sotomayor; con la trilogía lorquiana, Bodas de sangre (1931), Yerma (1934) y La casa de Bernarda Alba (1936) de Federico García Lorca, el género se universaliza perdiendo su costumbrismo característico y sus referencias a un ambiente local concreto.

## Precedentes e influencias
El género nace a la par que el drama social y se halla de alguna manera emparentado con el naturalismo regionalista del siglo XIX, que originó el subgénero de la zarzuela regional que se impone en los primeros años del siglo: La alegría de la huerta, La del soto del Parral, La rosa del azafrán, El Caserío y tantas otras que llenaron de romerías y bailes regionales el género lírico en aquellos años. Incluso Valle-Inclán cultivó con asiduidad el género, desde El embrujado hasta Divinas palabras. Mariano de Paco argumenta que el drama rural recibe influencia de una larga tradición áurea de dramas de honor y está emparentado con el sainete sólo que mientras que este es de ámbito eminentemente urbano.

## Dramaturgos, cineastas y novelistas
Son por lo tanto icónicos los dramaturgos: Jacinto Benavente, los hermanos Quiroga, García Lorca, Joaquín Dicenta, Valle Inclán y, en el panorama internacional: Antón Chejov y Albert Camus. El último drama rural ha sido estrenado este 2020 en el TNC: La casa de las arañas, de Paco Zarzoso. En novela podemos destacar a Blasco Ibáñez, Camilo José Cela y Miguel Delibes, muchas de sus piezas han sido llevadas a la gran pantalla, como es el caso de Los Santos inocentes, dirigida por Mario Camus.